# Procelsterna
Procelsterna là một chi chim trong họ Laridae.

## Các loài
- Procelsterna cerulea
- Procelsterna albivitta